# Léster Rodríguez
Léster Yomar Rodríguez Herrera (Barinas, Barinas, 29 de marzo de 1952) es un político, profesor e ingeniero venezolano. Fue alcalde del municipio Libertador en Mérida entre 2008 y 2013 y rector de la Universidad de los Andes (ULA).

## Carrera
Léster Rodríguez Herrera nació en Barinas, Barinas, fue el segundo de siete hermanos. En 1971 se trasladó a Mérida, donde estudió en la Universidad de Los Andes y se graduó como ingeniero químico en 1977.

### Alcalde del Municipio de Libertador
Rodríguez se postuló a comienzos del 2008 como gobernador de Mérida, pero el 11 de agosto de ese año, el presidente de COPEI, Luis Ignacio Planas anunció que el exrector se retiraba para dar paso a la candidatura de Williams Dávila, quien anteriormente había sido gobernador y se postuló para alcalde del municipio Libertador.
En las elecciones regionales de Venezuela de 2008, ganó Léster Rodríguez con el 54.329 votos, es decir, el 51.63%.

### Candidatura a la gobernación de Mérida
En noviembre de 2011 Rodríguez inscribió su precandidatura a la gobernación de Mérida en las elecciones primarias de la MUD para las elecciones regionales de Venezuela de 2012 con el respaldo de catorce partidos políticos, entre ellos el de Copei, UNT, Primero Justicia, Podemos, MAS, Causa R y PPT, entre otros.
Al año siguiente, durante la campaña fue acusado de presunta corrupción por el diputado  Ramón Guevara por supuestas irregularidades relacionadas con la recolección de basura, limpieza de parques, tránsito, vialidad y alumbrado durante su gestión como alcalde.
El 12 de febrero de 2012 ganó las elecciones primarias de la MUD. Ramón Guevara reconoció su triunfo y se sumó a su campaña. a la gobernación de Mérida por la MUD con 47.509 votos, es decir, el 51,9% de los votos. Sin embargo, en las elecciones regionales de diciembre de 2012, perdió contra el candidato del Gran Polo Patriótico, Alexis Ramírez, con una brecha de 11.44%, terminado su carrera política.